# Madeleine Arlett
Madeleine Fiona Arlett (7 de junio de 1994) es una deportista británica que compite en remo. Ganó una medalla de bronce en el Campeonato Mundial de Remo de 2019, en la prueba de scull individual ligero.

## Palmarés internacional
| Campeonato Mundial | Campeonato Mundial   | Campeonato Mundial | Campeonato Mundial      |
| Año                | Lugar                | Medalla            | Prueba                  |
| ------------------ | -------------------- | ------------------ | ----------------------- |
| 2019               | Ottensheim (Austria) | Medalla de bronce  | Scull individual ligero |